# George Russell (tonsättare)
George Allen Russell, född 23 juni 1923 i Cincinnati, Ohio, död 27 juli 2009 i Boston, Massachusetts, var en amerikansk jazzpianist, tonsättare och musikteoretiker. Han var en av de första jazzmusikerna som bidrog till musikvetenskapen med en musikteori baserad på jazzharmonik snarare än västerländsk konstmusik med sin bok The Lydian chromatic concept of tonal organization for improvisation (1959).

## Europeisk karriär
Russel, som hade en vit far och en svart mor, förskräcktes av rasrelationerna i USA och flyttade 1964 till Skandinavien. Han turnerade med sin sextett i Europa och stannade i Sverige och Norge i fem år. Han spelade med unga musiker som gitarristen Terje Rypdal, saxofonisten Jan Garbarek och trummisen Jon Christensen.
Under den skandinaviska perioden fick Russel också möjligheter att komponera för större grupper. I Russel's storskaliga kompositioner från den här tiden förverkligade han sina form-idéer, bl. a. i verket Electronic Sonata for Souls Loved by Nature, beställt av Bosse Broberg, producent för Radiojazzgruppen vid Sveriges Radio. Stycket spelades in 1968 och i det fortsatte Russel sin utforskning av nya angreppssätt och ny instrumentering.
Russel återvände till USA 1969, när Gunter Schuller tillträdde som chef för  New England Conservatory of Music i Boston, och utnämnde Russel som lärare för "the Lydian Concept" i den nya avdelning för jazzstudier som hade inrättats. Här stannade Russel många år och turnerade samtidigt med sin 14-mannaorkester.